# Dunmail Raise
Dunmail Raise ist ein Gebirgspass im Lake District in Cumbria, England. Mit 238 m ist der Pass der höchste Punkt der A591 von Keswick nach Kendal südlich von Thirlmere und nördlich von Grasmere.
Im Osten des Passes liegen der Helvellyn und Fairfield, im Westen der High Raise.
Auf dem Pass befindet sich ein großer Cairn, der als Grab von Dunmail, dem letzten König von Cumbria gilt und so erklärt sich der Name des Passes. Das Grab soll die historische Grenze zwischen Cumbria und Westmorland sein, obwohl es dafür keine Nachweise gibt.